# Тудор Аргези

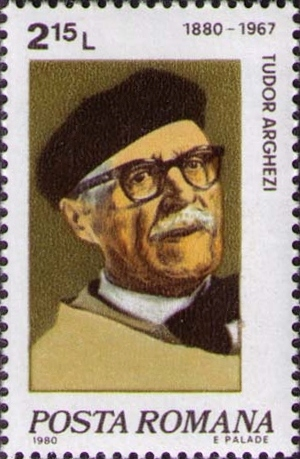
Почтовая марка Румынии, посвящённая поэту (1980)

Ту́дор Арге́зи (рум. Tudor Arghezi, настоящее имя Йон Теодореску рум. Ion Nae Theodorescu; 21 мая 1880, Бухарест — 14 июля 1967, там же) — один из крупнейших румынских поэтов XX века. Член Румынской академии (рум. Academia Română). Герой труда Социалистической Республики Румыния.

## Биография

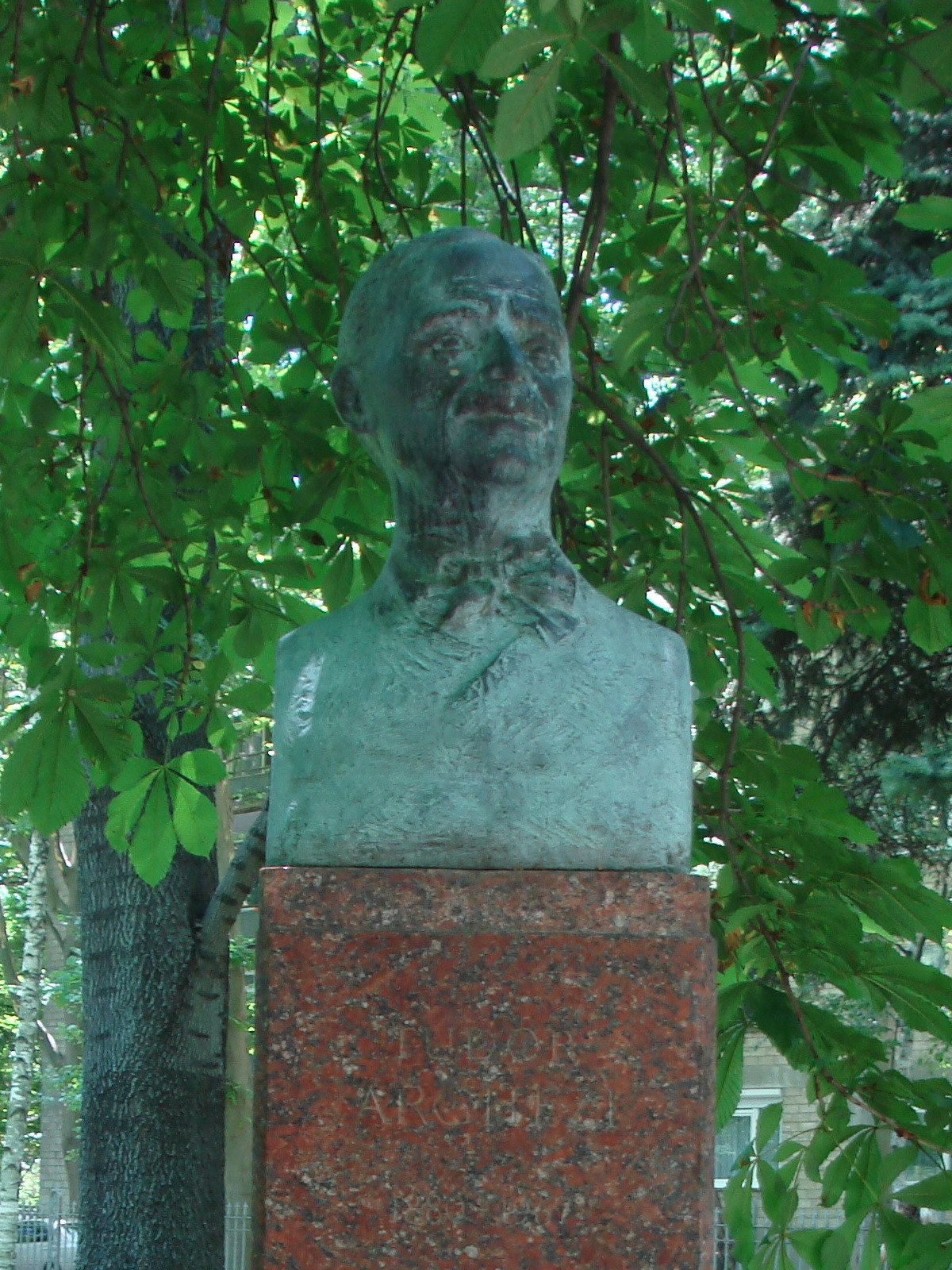
Бюст в Аллее Классиков

Тудор Аргези — псевдоним. Настоящее имя поэта — Йон Н. Теодореску (Ion N. Theodorescu). Псевдоним происходит от латинского слова Argesis — древнего названия реки Арджеш. Родился Тудор Аргези в Бухаресте в 1880 году. В молодости переменил много профессий. В 1900—1904 годах был монахом Черникского монастыря. Долго жил в Швейцарии, где находился под пристальным наблюдением властей во время крестьянского восстания в Румынии 1907 года, которому глубоко сопереживал.
Дебютировал в качестве поэта в 1896 году. Начал систематическую литературную работу в 1904 году. В стихах (сборники «Нужные слова», 1927, «Цветы плесени», 1931, «Весенние медальоны», 1936, «Семь песен с закрытым ртом», 1939, и др.) утверждал ценность человеческой личности, деятельное, творческое начало. Автор сборников «Деревянные иконы» (1930), «У чёрных врат» (1930), «Заметки из страны Кути» (1933). Во время Второй мировой войны писал сатиру на режим Иона Антонеску и его прогитлеровскую ориентацию. В 1943 году за памфлет «Барон», направленный против нацистской Германии, был арестован, а все экземпляры его журнала — конфискованы. Из тюрьмы его освободил переворот короля Михая в 1944 году.
Несмотря на социалистические симпатии, имел неоднозначные отношения с послевоенным коммунистическим режимом. Против него началась кампания травли, в органе правящей партии «Скынтея» в серии статей «Поэзия нищеты или нищета поэзии» объявлен «ведущим поэтом буржуазии». Однако после 1952 года полностью реабилитирован и почитался как национальный поэт. В 1955 году Тудор Аргези получил Государственную премию Социалистической Республики Румыния. Его перу принадлежат циклы стихов «1907» (1955) и «Песнь человеку» (1955). Также в 1955 году Тудор Аргези был избран в действительные члены Румынской академии.
Аргези умер в 1967 году и был похоронен рядом с женой Параскевой, умершей годом ранее. В его доме был основан музей.
В Аллее Классиков в Кишинёве установлен бюст Тудора Аргези (1995, скульптор Дмитрий Вердяну). Поэтесса и исполнитель авторских песен Новелла Матвеева посвятила памяти Тудора Аргези одну из своих песен под названием «Поэты».

## Сочинения
- Избранные стихи, М., 1960.